# جايدرايوس ارلايوسكايس
جايدرايوس ارلايوسكايس (1 ديسمبر 1987 ليتوانيا - ) هو لاعب كرة قدم ليتواني، يلعب كحارس مرمى لعب سابقاً في نادي الشباب .

## روابط خارجية
- جايدرايوس ارلايوسكايس على موقع الاتحاد الأوربي (الإنجليزية)
- جايدرايوس ارلايوسكايس على موقع قاعدة بيانات كرة القدم.إي يو (الإنجليزية)
- جايدرايوس ارلايوسكايس على موقع ناشيونال فوتبول تيمز (الإنجليزية)
- جايدرايوس ارلايوسكايس على موقع Soccerbase.com (لاعب) (الإنجليزية)
- جايدرايوس ارلايوسكايس على موقع Soccerway.com (الإنجليزية)
- جايدرايوس ارلايوسكايس على موقع عالم كرة القدم.نت (الإنجليزية)
- جايدرايوس ارلايوسكايس على موقع AS.com (الإسبانية)